# Фельдбюш, Эрик
Эрик Фельдбюш (фр. Eric Feldbusch; 2 марта 1922, Гривенье, ныне в составе Льежа — 30 августа 2007) — бельгийский виолончелист, композитор, дирижёр и музыкальный педагог.
Изучал композицию в Льежской консерватории у Фернана Кине; как виолончелист учился в Париже у Мориса Марешаля. В 1948—1954 гг. виолончелист Льежского оркестра, в 1950—1958 гг. участник Льежского квартета. Как исполнитель известен более всего в качестве участника Трио королевы Елизаветы (вместе с Карло ван Несте и Наумом Слушным). Как композитор оставил оперу «Орест» (1969), Три стихотворения Федерико Гарсиа Лорки для чтеца и оркестра, Трио для флейты, скрипки и виолончели, Поэму для трубы и фортепиано, Сарабанду и жигу для гитары соло и др. В 1993 г. принял участие в коллективном проекте бельгийских композиторов «Новые гармонии для Европы», в рамках которого 12 композиторов написали по пьесе, посвящённой одной из 12 стран, составлявших на тот момент Европейский союз; пьеса Фельдбюша «Сплин» (англ. Spleen) представляла Великобританию и использовала мелодию народной песни «Зелёные рукава» и мелодию колоколов Вестминстерского собора.
Фельдбюш на протяжении ряда лет (до 1987 г.) возглавлял франкоязычное отделение Брюссельской консерватории.